# Roger Abiut
Roger Tom Abiut (ur. 1972) – vanuacki polityk.
Członek Partii Pracy. W grudniu 2003 został wybrany na przewodniczącego parlamentu. Był w tym momencie najmłodszym deputowanym, a na stanowisko szefa izby zgłosił go Sojusz Rozwoju Vanuatu.
24 marca 2004, wraz z zakończeniem kadencji prezydenta Johna Baniego, jako przewodniczący parlamentu tymczasowo przejął obowiązki głowy państwa. 12 kwietnia tegoż roku następcą Baniego został wybrany Alfred Maseng, jednak już 11 maja 2004 Sąd Najwyższy Vanuatu pozbawił go stanowiska i Abiut ponownie przejął obowiązki prezydenta. Pełnił tę funkcję do 28 lipca 2004, jego następcą (również na stanowisku przewodniczącego parlamentu) został Josias Moli.